# Valentin Boreiko
Valentin Boreiko –en ruso, Валентин Борейко– (7 de octubre de 1933-27 de diciembre de 2012) fue un deportista soviético que compitió en remo.
Participó en dos Juegos Olímpicos de Verano en los años 1960 y 1964, obteniendo una medalla de oro en Roma 1960 en la prueba de dos sin timonel. Ganó una medalla de plata en el Campeonato Mundial de Remo de 1962 y una medalla de plata en el Campeonato Europeo de Remo de 1959.

## Palmarés internacional
| Juegos Olímpicos   | Juegos Olímpicos | Juegos Olímpicos | Juegos Olímpicos |
| Año                | Lugar            | Medalla          | Prueba           |
| ------------------ | ---------------- | ---------------- | ---------------- |
| 1960               | Roma (Italia)    | Medalla de oro   | Dos sin timonel  |
| Campeonato Mundial |                  |                  |                  |
| Año                | Lugar            | Medalla          | Prueba           |
| 1962               | Lucerna (Suiza)  | Medalla de plata | Dos sin timonel  |
| Campeonato Europeo |                  |                  |                  |
| Año                | Lugar            | Medalla          | Prueba           |
| 1959               | Mâcon (Francia)  | Medalla de plata | Dos sin timonel  |